# Портрет Дмитрия Петровича Ляпунова
«Портрет Дмитрия Петровича Ляпунова» — картина Джорджа Доу и его мастерской, из Военной галереи Зимнего дворца.
Картина представляет собой погрудный портрет генерал-майора Дмитрия Петровича Ляпунова из состава Военной галереи Зимнего дворца.
К началу Отечественной войны 1812 года полковник Ляпунов командовал Псковским пехотным полком и 1-й бригадой 7-й пехотной дивизии, отличился при обороне Смоленска, за Бородинское сражение был произведён в генерал-майоры и далее отличился в уличных боях в Малоярославце и под Красным. Во время Заграничного похода 1813 года сражался в Польше и был комендантом Плоцка, летом того года из-за тяжёлой болезни вынужден был оставить армию и уехал в отпуск.
Изображён в генеральском мундире, введённом для пехотных генералов 7 мая 1817 года. На шее кресты орденов Св. Владимира 3-й степени и прусского Пур ле мерит; справа на груди орден Св. Георгия 4-го класса и серебряная медаль «В память Отечественной войны 1812 года» на Андреевской ленте. Подпись на раме: Д. П. Ляпуновъ, Генералъ Маiоръ. Нагрудный крест ордена Св. Георгия 4-го класса изображён ошибочно, вместо него должен быть показан шейный крест этого ордена 3-го класса, которым Ляпунов был награждён 15 февраля 1813 года за отличие в сражении при Малоярославце.
7 августа 1820 года Комитетом Главного штаба по аттестации Ляпунов был включён в список «генералов, заслуживающих быть написанными в галерею» и 19 мая 1822 года император Александр I приказал написать его портрет.
Поскольку Ляпунов скончался весной 1821 года, то были предприняты розыски его портрета-прототипа. 23 августа 1822 года брат Д. П. Ляпунова майор П. П. Ляпунов писал в Инспекторский департамент Военного министерства: «В следствие публикации, учинённой от сего департамента, портрет покойного брата моего генерал-майора и кавалера Св. Георгия 3 степени, Св. Владимира 3 степени и прусского Пурлемерита Дмитрия Петровича Ляпунова в оный департамент честь имею представить при сём и объяснить, что портрет сей писан тогда, когда он был ещё полковником, но после того имел орден Св. Георгия 3 степени на шее и золотую шпагу с надписью за храбрость. Портрет же по списании с него копии прошу возвратить ко мне в город Ряжск».
Гонорар Доу был выплачен 13 марта 1823 года и 29 декабря 1824 года. Готовый портрет поступил в Эрмитаж 7 сентября 1825 года. Местонахождение портрета-прототипа современным исследователям неизвестно.
В. К. Макаров счёл этот портрет совершенно лишённым сходства с типичными работами Доу. Хранитель британской живописи в Эрмитаже Е. П. Ренне поддержала его мнение.